# Allò que en diuen amor
Allò que en diuen amor (títol original: This Thing Called Love) és una pel·lícula de comèdia romàntica estatunidenca de 1940 dirigida per Alexander Hall i protagonitzada per Rosalind Russell i Melvyn Douglas. És la segona adaptació cinematogràfica de l'obra homònima d'Edwin J. Burke. La versió de 1929, que comparteix el mateix títol, es creu que s'ha perdut. Està doblada al català.
La pel·lícula va ser condemnada per la Legió Catòlica de Decència com a "contrària al concepte cristià del matrimoni".

## Argument
Una dona insisteix al seu nou marit que han de dormir separats durant els tres primers mesos del seu matrimoni, cosa que ell intenta desesperadament evitar.

## Repartiment
- Rosalind Russell com Ann Winters
- Melvyn Douglas	com Tice Collins
- Binnie Barnes com Charlotte Campbell
- Allyn Joslyn com Harry Bertrand
- Gloria Dickson com Florence Bertrand
- Lee J. Cobb com Julio Diestro
- Gloria Holden com Genevieve Hooper
- Paul McGrath com Gordon Daniels
- Leona Maricle com Ruth Howland
- Don Beddoe com Tom Howland
- Rosina Galli com Mrs. Diestro
- Sig Arno com Arno